# Regin Vágadal
Regin Vágadal (ur. 22 marca 1970) – farerski strongman.
Sześciokrotny Mistrz Wysp Owczych Strongman.

## Życiorys
Regin Vágadal rozpoczął treningi siłowe w 1995 r. W tym samym roku pierwszy raz wziął udział w zawodach siłaczy. W 1996 r. zadebiutował w zawodach międzynarodowych. Uczestniczył pięciokrotnie w indywidualnych Mistrzostwach Świata Strongman, w latach 1996, 1997, 1999, 2000 i 2001. W Mistrzostwach Świata Strongman 1997, Mistrzostwach Świata Strongman 1999 i Mistrzostwach Świata Strongman 2001 nie zakwalifikował się do finałów.
Wymiary:
- wzrost 187 cm
- waga ok. 135 kg
- biceps 53 cm
- klatka piersiowa 136 cm

## Osiągnięcia strongman
- 1995
  - 1. miejsce – Mistrzostwa Wysp Owczych Strongman
- 1996
  - 1. miejsce – Mistrzostwa Wysp Owczych Strongman
  - 8. miejsce – Mistrzostwa Świata Strongman 1996
- 1997
  - 1. miejsce – Mistrzostwa Wysp Owczych Strongman
  - 3. miejsce – Mistrzostwa World Muscle Power
- 1998
  - 1. miejsce – Mistrzostwa Wysp Owczych Strongman
  - 8. miejsce – Mistrzostwa Europy Strongman 1998
  - 7. miejsce – Drużynowe Mistrzostwa Świata Par Strongman 1998
- 1999
  - 1. miejsce – Mistrzostwa Wysp Owczych Strongman
  - 2. miejsce – Mistrzostwa Europy Strongman 1999
  - 6. miejsce – Drużynowe Mistrzostwa Świata Par Strongman 1999
- 2000
  - 1. miejsce – Mistrzostwa Wysp Owczych Strongman
  - 8. miejsce – Mistrzostwa Świata Strongman 2000
- 2001
  - 6. miejsce – Drużynowe Mistrzostwa Świata Par Strongman 2001